# Мумията (филм, 1959)
Вижте пояснителната страница за други значения на Мумията.
„Мумията“ (на английски: The Mummy) е британски филм на ужасите от 1959 година с участието на знаменития актьор Кристофър Лий.

## Сюжет
Египет, 1895 година. Археологът Джон Банинг (Питър Къшинг), неговия баща Стивън (Феликс Еймлър) и чичо му Джоузеф Уимпли (Реймънд Хънтли) търсят гробницата на принцеса Ананка, главната жрица на древноегипетския бог Карнак. Джон си е счупил крака и не може да придружи баща си и чичо си, когато те отварят гробницата. Преди да я отворят, египтянинът Мехемет Бей (Джордж Пастел) ги предупреждава да не влизат вътре, за да не се изправят срещу проклятието, застигащо осквернителите на гробници. Стивън и Джоузеф игнорират предупреждението, влизат вътре и откриват саркофага на Ананка. Джоузеф отива да съобщи радостната вест на Джон, а Стивън открива свитък от „Книгата на смъртта“ и започва да чете от него. От прочетеното, той изпада в кататония.
Три години по-късно, завърнали се в Англия, Стивън Банинг се излекува от психическото разстройство, в което е изпаднал в „Енгерфилдската сестринска клиника за психически разстройства“. Той отива да посети сина си. Стивън съобщава на Джон, че докато е чел от „Свитъка на живота“, той се е вселил в мумифицираното тяло на Харис (Кристофър Лий), главния жрец на Карнак. Той е осъден да бъде погребан жив, за да служи като пазител на гробницата, защото се е опитал да съживи Ананка, воден от пагубна любов към нея. Стивън съобщава на невярващия си син, че сега съживения Харис ще преследва и убива свеки осквернител на гробницата на Ананка.
Междувременно Мехемет Бей, имащ се за верен поклонник на Карнак, пристига в Енгерфилд, представящ се с името Мехемет Акир за да търси възмездие от Банинг. Той наема двама пияни каруцари да прекарат мумията на Харис до жилището, в което се е нанесъл. Заради неадекватното поведение на шофьорите, ковчега с тялото бада в блатото. По-късно, с помощта на „Свитъка на живота“, Мехемет успява да извади съживения Харис от калта и го изпраща да убие Стивън Банинг. На следващата нощ, Харис убива пред очите на Джон Банинг Джоузеф Уимпли. Джон стреля по него, но без ефект.
Разследването на убийствата е поверено на полицейския инспектор Мълруни (Еди Бърн), който е скептично настроен към историята на Джон за мумията- убиец. Джон му казва, че най-вероятно той ще се превърне в третата жертва на Харис. Докато Мълруни разследва, Джон открива уникална прилика във външността на съпругата си Изобел (Ивон Фюрно) с принцеса Ананка. Събирането на доказателства карат Мълруни да се замисли дали все пак мумията не съществува в действителност.
Мехемет изпраща мумията в дома на Банинг за да вземе последната си жертва, но когато Изобел се притичва на помощ на Джон, Харис я вижда и поразен напуска къщата. Вярвайки, че мумията е изпълнила мисията си, Мехемет Бей се приготвя да се завърне в Египет. Джон, подозирайки, че именно Мехемет контролира Харис, му отива на посещение за негова най-голяма изненада.
След като Джон си тръгва, Мехемет предприема нов опит да го убие. Той отвежда отново Харис в дома на Джон. Там Харис изпраща Мълруни в безсъзнание, докато Мехемет се бие с другия полицай. Харис открива Джон в кабинета му и започва да го души. Разтревожена от виковете на Джон, Изобел се втурва в кабинета. Първоначално мумията не я разпознава, но след като Джон със сетни сили и казва да разпусне косата си, Харис го пуска. Пристигналият Мехемет заповядва на мумията да убие Изобел, но тя отказва. Тогава Мехемет се опитва собственоръчно да го направи, но е убит от Харис. Мумията взима изпадналата в безсъзнание Изобел и се отправя към блатото, следван от Джон, свестилият се Мълруни и останалите полицаи. Джон започва да крещи и Изобел идва на себе си, заповядвайки на Харис да я пусне. Мумията неохотно се подчинява. Когато Изобел се отдалечава, полицаите откриват огън и Харис потъва в блатото, отнасяйки със себе си „Свитъка на живота“.

## В ролите
- Питър Къшинг като Джон Банинг
- Кристофър Лий като Харис
- Ивон Фюрно като Изобел Банинг и принцеса Ананка
- Еди Бърн като инспектор Мълруни
- Феликс Ейлмър като Стивън Банинг
- Реймънд Хънтли като Джоузеф Уимпли
- Джордж Пастел като Мехемет Бей
- Джордж Уудбридж като П. С. Блейк
- Харълд Гудуин като Пат, единия каруцар
- Денис Шоу като Майк, другия каруцар
- Уилоуби Грей като доктор Рейли
- Майкъл Рипър като Поучър
- Франк Синжюно като главния портиер